# Club Basket Cartagena
El  Club Basket Cartagena  o más conocido como Grupo Caesa Seguros FC Cartagena CB, es un club de baloncesto de Cartagena, con equipos de cantera. En la 2025-26 jugará su segunda temporada en Primera FEB, tras conseguir el ascenso de categoría en el curso 2023-24.

## Historia

### Primera División/1°Autonómica
Fundado en 2007, el Club Basket Cartagena comenzó un nuevo proyecto para intentar ilusionar al aficionado local, desde la Primera Autonómica, con la dificultad de encontrar jugadores que conformasen una plantilla con garantías y aspiraciones de ascenso a la Liga EBA.
Desde su creación en 2007 hasta 2013, el equipo presidido por Pedro Collado jugaría en Primera Autonómica. En 2012 lograría en la pista el ascenso a  Liga EBA, pero renunciaría a la plaza semanas más tarde.

### Liga EBA
Un año después de esta renuncia, en 2013, aceptaba una de las vacantes disponibles para disputar la Liga EBA.
Durante las tres primeras temporadas en Liga EBA, el equipo sería dirigido por Pepe García.
En la temporada 2016-17, se hace cargo del equipo Paco Guillem, con el objetivo del ascenso a la Liga LEB Plata en las siguientes temporadas.
En verano de 2020, se produce una unificación de varios equipos de baloncesto en la ciudad departamental, dejando la presidencia del club Pedro Collado en manos de David Ayala, después de 13 años en el cargo. Meses más tarde, se hace oficial que el club entraría a formar parte dentro de la estructura del FC Cartagena, pasándose a denominarse FC Cartagena Baloncesto.
En la temporada 2020-21, tras reforzarse en invierno con jugadores como Mansour Kasse, Juan Ignacio Jasen y José Antonio Marco, lograría la segunda posición del Grupo E de la segunda fase de la Liga EBA, clasificándose para los play-off de ascenso a la Liga LEB Plata.

### Liga LEB Plata
El 15 de mayo de 2021, el Fútbol Club Cartagena Baloncesto lograría ascender a la Liga LEB Plata, tras quedar primero de su grupo en el play-off de ascenso, tras vencer a Movistar Estudiantes B, AEA Solidaria Lluchmayor y CB Ciudad de Huelva.
En la temporada 2021-22, acabaría la temporada regular en cuarta posición del Grupo Este. En la eliminatoria de octavos de final sería eliminado por Basket Navarra Club.
En la temporada 2022-23, acabaría la temporada regular en séptima posición del Grupo Este. En la eliminatoria de octavos de final sería eliminado por Zornotza Saskibaloi Taldea.
En la temporada 2023-24, con la llegada de Jordi Juste al banquillo sería subcampeón de la Copa LEB Plata y lograría terminar la liga regular en primera posición del Grupo Este. En la final por el título de la Liga LEB Plata, lograría vencer en la eliminatoria final al CB Zamora, remontando los 9 puntos del partido de ida y lograría el ascenso a la PrimeraFEB.

### Liga LEB Oro/Primera FEB
En su primera temporada en Primera FEB la Primera FEB 2024-25 logra el 7° puesto tras 34 jornadas en liga regular con un balance de 16 victorias y 18 derrotas que le permiten el privilegio de jugar el play-off de ascenso a ACB llegando hasta el 5° partido de la serie y cayendo con honores por (3-2) en 1/4 de Final frente al Real Betis  Baloncesto.
Además disputó la Final Four de la primera edición de la Copa España de Baloncesto perdiendo la Semifinal con San Pablo Burgos que terminó llevándose el título de copa y el ascenso directo en la liga.

## Instalaciones
El ODILO FC Cartagena CB juega en el Palacio de Deportes de Cartagena situado en la Avenida del Cantón, 30201. Cartagena, Murcia, con capacidad para 5162 espectadores. Inaugurado en 2017.

## Trayectoria
| Temporada | Categoría   | Nivel | Puesto         | Balance | Playoff/Postemporada                                                             | Copa        | Copa |
| --------- | ----------- | ----- | -------------- | ------- | -------------------------------------------------------------------------------- | ----------- | ---- |
| 2007–08   | 1ª División | 6     | -              | –       |                                                                                  |             |      |
| 2008–09   | 1ª División | 6     | -              | –       |                                                                                  |             |      |
| 2009–10   | 1ª División | 5     | -              | –       |                                                                                  |             |      |
| 2010–11   | 1ª División | 5     | -              | –       |                                                                                  |             |      |
| 2011–12   | 1ª División | 5     | 1º             | –       | Campeón (Renuncia al ascenso)                                                    |             |      |
| 2012–13   | 1ª División | 5     | 4º             | –       | Ascenso (tras vacantes)                                                          |             |      |
| 2013–14   | Liga EBA    | 4     | 9º             | 8–10    |                                                                                  |             |      |
| 2014–15   | Liga EBA    | 4     | 3º             | 18–10   | Fase de grupos (3º grupo 3, 1–2)                                                 | Copa FBRM   | C    |
| 2015–16   | Liga EBA    | 4     | 10º            | 2–16    | Grupo descenso (4º, 6–10)                                                        |             |      |
| 2016–17   | Liga EBA    | 4     | 2º             | 10–8    | Fase de grupos (4º grupo 1, 0–3)                                                 |             |      |
| 2017–18   | Liga EBA    | 4     | 7º             | 10–12   | Grupo descenso (3º, 9–6)                                                         | Copa FBRM   | RU   |
| 2018–19   | Liga EBA    | 4     | 7º             | 0–12    | Grupo permanencia (7º, 1–11) No desciende al ocupar una plaza vacante)           |             |      |
| 2019–20   | Liga EBA    | 4     | 9º             | 1–15    | Grupo permanencia (6º, 3–5) (No hubo descensos debido a la pandemia de COVID-19) |             |      |
| 2020–21   | Liga EBA    | 4     | 2º             | 13–5    | Ascenso (1º grupo 3B, 3–0)                                                       |             |      |
| 2021–22   | LEB Plata   | 3     | 4º             | 15–11   | Octavos de final                                                                 | Copa FBRM   | RU   |
| 2022–23   | LEB Plata   | 3     | 7º             | 13–13   | Octavos de final                                                                 | Copa FBRM   | C    |
| 2023–24   | LEB Plata   | 3     | 1º             | 21–5    | Campeón \| Final Playoff \| Ascenso directo                                      | Copa FBRM   | RU   |
| 2023–24   | LEB Plata   | 3     | Copa LEB Plata | 21–5    | RU                                                                               |             |      |
| 2024–25   | Primera FEB | 2     | 7.º            | 16–18   | Cuartos de final                                                                 | Copa España | SF   |
| 2025–26   | Primera FEB | 2     | .º             |         |                                                                                  | Copa España |      |

## Palmarés
- 2011-12  Campeón 1° División 🏆
- 2015 y 2023 Campeón copa Federación AON/Copa Presidente FBRM 🏆🏆
- 2023-24 Campeón de liga LEB Plata 🏆

## Entrenadores
- 2013-2016  Pepe García
- 2016-2021 Paco Guillem
- 2021-2023  Gustavo Aranzana
- 2023-2025  Jordi Juste
- 2025-  Félix Alonso García

## Presidentes
- 2007-2020  Pedro Collado Giner
- 2020-Actualidad  David Ayala

## Jugadores destacados
| - Alberto Ballesta - Javon McGee - Samuel Alcaraz - Chema Albadalejo - Kiko Guillem - Stephon Carter - Tylor Wimbish - Jared Grady - Mercury Fiske - Jorge Lledó - José David Costa - David Ayala - Jake Hottenstine - Branislav Malbasa - Tomas Karalius - Kerry Jones - Clinton Parker - Michael Crane - Telvin Gabriel - Javier Santabarbara - Gastón Zalazar - Antoni Ferragut - Zilvinas Kuklierius - Kasparas Berenis - Georgii Grinko - Luis Jacobo | - José Antonio Marco - David Álvarez - Juan Pedro Jiménez - Pedro López - Daniel Cubra - Baptiste Chazelas - Mansour Kasse - Juan Ignacio Jasen - Pablo Carsellé - Ojars Berzins - Daniel Astilleros - Johan Kody - Víctor Aguilar - Samuel Rodríguez Ramos - Juanjo Coello - Manel Signes - Jabs Newby - Andre Berry - Martyce Kimbrough - Bakary Camara - Papa Mbaye - Sediq Garuba - Sergio Mendiola - Azaro Roker - Isaiah Powell - Albert Odero | - Pau Tendero - Emilio Martínez - Onyi Eyisi - Álex Jordá - Seydou Aboubacar - Jordan Rogers - Gerard Blat - Alberto Alonso Cuevas - Xabier Beraza - Josep Fermí - Asier González Pérez - Thomas Smallwood - Calvin Hermanson - Dylan van Eyck - Stephen Ugochukwu - Sediq Garuba - Alberto Martín Marín - Alberto Cabrera - Adrià Domenech - Javier Balastegui |